# 450390 Pitchcomment
450390 Pitchcomment è un asteroide della fascia principale. Scoperto nel 2005, presenta un'orbita caratterizzata da un semiasse maggiore pari a 2,1834829 au e da un'eccentricità di 0,2147244, inclinata di 3,77766° rispetto all'eclittica.